# Francisco de Sousa, marqués das Minas
Francisco de Sousa (Azeitão, 1615 - Lisboa, 23 de junio de 1674), III conde do Prado, fue un soldado y embajador portugués, y luego I marqués das Minas.
Comendador de Santa Marta de Viana, que heredó de su padre, y tuvo las encomiendas de Santa María de Azevo y otras en la Orden de Cristo; alcalde de Beja, maestre de campo y gentilhombre del príncipe Teodosio, veedor de la casa de Juan IV de Portugal, y su general.
A la muerte de su tío el II conde do Prado, que no tuvo sucesión, heredó el título y toda la gran casa de sus abuelos, convirtiéndose así en señor de la vila de Prado, Beringel y Sagres.

## Biografía
Francisco de Sousa fue uno de los Quarenta Conjurados que se unieron a Juan IV de Portugal, y que tras el golpe de Estado del 1 de diciembre de 1640 tomó la Fortaleza de San Julián de la Barra el 12 de diciembre.
A principios de 1641, fue enviado a la comarca de Beja para levantar un tercio de infantería, de la que iba a ser maestre de campo, y estaba destinada a guarnecer las localidades de Moura y Serpa, quemó la villa de Barrancos para castigar a los habitantes de la poca firmeza que mostraban en la defensa de la independencia del país, y junto con Francisco de Mendonça tomaron la villa de Valença do Minho. Participó en varios encuentros en los primeros días de la guerra de Restauración, hasta que, como conde do Prado y consejero de guerra, se le ordenó permanecer en Elvas con el gobierno de armas de la provincia del Alentejo, mientras Joanne Mendes de Vasconcelos se dirigía a sitiar Badajoz, y cuando los castellanos fueron a cercar la plaza, el conde do Prado esperaba en su interior, acompañado de sus tres hijos, Antonio, Juan y Pedro.
En 1660 fue nombrado Gobernador de Armas de la provincia de Entre-Douro-e-Minho, y al año siguiente demostró gran habilidad, teniendo como oponente al general español marqués de Viana, a quien, mediante tácticas verdaderamente fabianas, lo obligó a pasar por Minho y dejando libre el territorio de Portugal. Para impedir nuevas expediciones enemigas contra Valença, ordenó construir un fuerte cerca de esta villa, que guarneció con 400 hombres, y al año siguiente, teniendo sólo 8.000 infantes, 1.000 caballos y siete piezas de artillería, y aún teniendo que destacar algunas tropas para ayudar según las circunstancias, o Viana o Caminha, que habían sido amenazadas por una flotilla española, maniobraron rápidamente en el flanco derecho del enemigo, y siempre impidiendo los proyectos y designios del oponente con movimientos rápidos y correctos, desconcertaron completamente a todos los planes de Baltasar Pantoja, jefe de los castellanos; que finalmente regresó a Galicia, diciendo en tono de broma que había sido maestre general de los dos ejércitos beligerantes, porque no sólo preparaba alojamiento para él, sino también para las tropas portuguesas, tal era la rapidez con la que el Conde del Prado adivinó sus pensamientos y aparecía al frente o a su lado para contrarrestarlos.
En 1663 el Conde de Prado, ayudado por el Conde de São João, que gobernaba en Trás-os-Montes, tomó la ofensiva, y cruzando el río Miño tomó posesión del fuerte de Goian, y de esta manera infundió gran espíritu a la habitantes de la provincia, cuyo mando le había sido confiado, y que, al verse libres de la guarnición enemiga en sus tierras, se encontraron con gran alegría y entusiasmo transformados en invasores de Galicia. En 1665 los éxitos militares en esta frontera fueron aún más importantes, porque el Conde de Castelo Melhor, hábil ministro de Alfonso VI, sin dormirse en los laureles de las victorias que se debían en gran parte a los fructíferos esfuerzos de su inteligente administración, reconociendo que no había ninguna empresa que valiera la pena por parte del Alentejo que pudiera emprenderse, envió grandes refuerzos al Miño, por lo que el ejército de esa provincia pudo retomar la guerra ofensiva con más vigor que en años anteriores. El Conde del Prado, cruzando de nuevo la frontera, el 13 de octubre de 1665, arrasó el fértil distrito que se extiende entre Tuy y Laguardia, y sitió esta última plaza, que está frente al mar, y que al cabo de veinte días se rindió a las tropas.
El Conde de Ericeira, en su Portugal Restaurado dice: "Se na província do Alentejo se pelejou com mais força, na de Entre-Douro-e-Minho com mais arte; se aquela província seguiu a escola de Marcelo, esta a de Fábio, ficando por este respeito ilustrada a província do Alentejo em vencer batalhas, a de Entre-Douro-e-Minho em defender terrenos".
Terminada la guerra con España, el Conde del Prado fue enviado por Pedro II de Portugal embajador en Roma en 1669, ante los papas Clemente IX y Clemente X, y condecorado con el título de Marqués das Minas el 7 de enero de 1670. De regreso a su patria, continuó en el gobierno de armas de la provincia de Entre-Douro-e-Minho, siendo nombrado presidente del Consejo de Ultramar. El Marqués de Minas fue también consejero de guerra de Alfonso VI, que le concedió un favor el 23 de diciembre de 1666, con intereses y herencia, su título de conde, una encomienda de 600.000 reales de renta y el cargo de consejero de estado.

## Datos genealógicos
Nació en la casa de su padre, Quinta da Torre o Quinta da Boa Vista, en la antigua Aldeia de Camarate o Brejos de Camarate, en Azeitão y fue bautizado el 17 de octubre de 1615,  donde hoy se encuentra la sede de la Provincia portuguesa de la Congregação da Apresentação de Maria. 
Era hijo de António de Sousa, que sirvió en las fuerzas armadas y luego en Brasil, y María de Meneses; nieto de Francisco de Sousa, capitán y gobernador del Brasil y de las capitanías del sur.
Se casó dos veces: la primera con María Madalena de Vilhena, hija de los marqueses de Montalvão y condes de Castelo Novo, de quienes no tuvo sucesión.
Tuvo un segundo matrimonio, en octubre de 1640, con Eufrásia Filipa de Lima, hija de los I Condes da Torre. Con quien tuvo:
- António Luís de Sousa, II marqués de Minas.
- João de Sousa
- Pedro de Sousa, Dom Prior de Guimarães y sumiller de la Cortina de Su Majestad, que, en marzo de 1687, presenció la inspección de algunos elementos relativos a la memoria de la Princesa Juana, en el proceso que llevó a su beatificación. [3]
- Luísa Bernarda de Meneses casada con Luís Baltazar da Silveira, tutor de la reina María Ana de Austria, comendador de la Orden de Cristo.[4] Con generación.